# Shamrock (Oklahoma)
Pour les articles homonymes, voir Shamrock.
Shamrock est une ville du comté de Creek, dans l'État d'Oklahoma, aux États-Unis,. En 2010, elle compte une population de 101 habitants.